# VfR 02 Leipzig
VfR 02 Leipzig was een Duitse voetbalclub uit Leipzig, Saksen, die bestond van 1902 tot 1945. De club stond ook bekend onder de afkorting VfRasensport Leipzig.

## Geschiedenis
De club werd opgericht in 1902 als Leipziger SC 02 en sloot zich aan bij de Midden-Duitse voetbalbond. Op 18 augustus 1904 fuseerde de club met FC Vorwärts Leipzig en nam zo de naam VfR 02 aan. De club speelde in de competitie van Noordwest-Saksen.
Na de Tweede Wereldoorlog werden alle Duitse clubs ontbonden, hierna werd de club niet meer heropgericht.